# سوطيات متغايرة
السوطيات المتغايرة (بالإنجليزية: Heterokonta)‏ هي مجموعة كبيرة من حقيقيات النوى وهي متصلة بالمتغايرات السناخية. 

## التصنيف
الأقسام التابعة لأصنوفة السوطيات المتغايرة العليا (2022):
- ثنائيات التلفيف
- الطحالب الداكنة
- الفطريات الزائفة